# Mondo perduto (film)
Mondo perduto (The Lost World) è un film di avventura e di fantascienza del 1960 diretto da Irwin Allen. È il remake de Il mondo perduto del 1925, il primo film basato sul romanzo omonimo di Arthur Conan Doyle.
Il film presenta semplici effetti speciali; in particolare nella ricostruzione dei dinosauri sono stati utilizzati varani, iguane e coccodrilli.

## Trama
Il rude e arrogante professor George Challenger, eminente biologo ed antropologo, è appena tornato dal Sudamerica, dove ha scoperto l'esistenza di un altopiano nascosto nella foresta amazzonica abitato da dinosauri sopravvissuti all'estinzione. Durante la conferenza stampa il professore, privo di prove concrete, viene deriso e screditato ma decide comunque di sfidare la Società Zoologica londinese ad organizzare una nuova spedizione per raccogliere prove della scoperta.
La squadra è composta dall'odiato rivale del professor Challenger, il professor Leo Summerlee, dal giovane giornalista Edward Malone, il cui capo-redattore è uno dei finanziatori della spedizione ed è il padre di un altro membro della spedizione, la giovane e viziata Jennifer Holmes, e il ricco cacciatore lord John Roxton, che fornirà l'altra metà delle spese di spedizione.
In Brasile vengono accolti dal fratello di Jennifer, David Holmes, e da due guide locali, Manuel Gomez e Costa. La squadra raggiunge facilmente l'altopiano e rinviene delle specie di dinosauri aggressive e pericolose; oltre ad essi, scopriranno anche ragni giganti, uomini primitivi e piante carnivore giganti. Impossibilitati a tornare a causa della perdita dell'elicottero, dovranno imparare a fronteggiare i pericoli del mondo preistorico: poi si rompe un guscio di dinosauro e il professore decide di portare il piccolo a Londra con lui.

## Produzione
Il film è stato interamente realizzato presso gli 20th Century Fox Studios di Los Angeles, California.